# Jabłonowo Pomorskie (plaats)
Jabłonowo Pomorskie is een stad in het Poolse woiwodschap Koejavië-Pommeren, gelegen in de powiat Brodnicki. De oppervlakte bedraagt 3,28 km², het inwonertal 3645 (2005).

## Verkeer en vervoer
- Station Jabłonowo Pomorskie